# Rosendo Ruiz
Rosendo Ruiz es un director de cine argentino que nació en San Juan, Argentina el 3 de diciembre de 1967.
Su mayor éxito, De caravana, fue filmada íntegramente en la ciudad de Córdoba y galardonada con el Premio del Público en el 25° Festival Internacional de Cine de Mar del Plata. Además, es socio fundador y primer Presidente de la Asociación de Productores Audiovisuales de Córdoba. Es considerado un referente del nuevo cine cordobés.

## Biografía
Nació en San Juan el 3 de diciembre de 1967. A los nueve años construyó un proyector de imágenes y empezó a realizar cortos animados que exhibía en su barrio. A los 11 años empieza a realizar estudios sobre dibujos animados e historietas. Cuanto tenía 14 años su familia decide mudarse a la ciudad de Córdoba. En 1989 se inscribió en la Escuela de Cine y Televisión de la Universidad Nacional de Córdoba. En el año 1996 inicia sus estudios de Teatro donde, junto a sus compañeros, fundó la compañía El Carro Producciones. Creó junto a Inés Moyano el cineclub Cinéfilo.

## Filmografía
- Una manga de negros (2004)
- De caravana (2010)
- Tres D (2014)
- Todo el tiempo del mundo (2015)
- El Deportivo (2015)
- Maturitá (2016)
- El limonero real (2016) Actor
- Casa propia (2018)
- Minievo (2019)
- Tunga (2020)
- La zurda (2025)